# Възходяща звучност на праславянската сричка
В епохата след изчезване на ларингалите и в праславянски има както отворени (завършващи на гласна), така и затворени срички (завършващи на съгласна). Това е късният период на праславянския, в който настъпват динамични промени, които засягат най-силно структурата на сричката. Очертават се две основни тенденции:
- към възходяща звучност в края на сричката, т.е. към постепенно нарастване на звучността от началото към края на сричката (напр., в *skvrьnyi първата сричка се състои от 4 съгласни, подредени по звучност във възходящ ред, и завършва с гласна);
- към синхармонизация на сричката (звуков синхармонизъм), в резултат на която предните гласни се съчетават само с небни съгласни, а задните гласни – само с твърди съгласни (напр.: *gъnati, ženọ).

## Промени, водещи до отваряне на сричката
Тенденцията към възходяща звучност на праславянската сричка води до процес на отваряне на сричката и опростяване структурата на праславянската сричка, която в късния праславянски се състои от съгласна (група съгласни) и гласна. Тези явления обаче са в резултат на редица развойни промени, настъпили по различно време:
- Монофтонгизация
- Развой на сричкотворни плавни и носови
- Ликвидна метатеза

### Монофтонгизация на низходящите дифтонги
Низходящите двугласни oi, ai, ei, ou, au, eu преминават в единични гласни:

#### Развой наoiиai
В средата на думите дифтонгите oi и ai се преобразуват винаги ě, преди да настъпи палатализация (онебняване):
- ai: *kaina > kěna > cěna
- oi: *snoig- > sněgъ

При окончанията, ако двугласните oi и ai не са в края на думата, настъпват същите промени: *orbhoisu > raběchъ
В края на думите дифтонгите oi и ai дават рефлекс или ě, или i, напр. при съществителни от o-основи в именителен падеж множествено число: *vlьkoi > vlьki > vlьci; в дателен и местен падеж единствено число: *orbhoi > rabě, а при съществителни от a-основи в дателен и местен падеж единствено число: rọkai > rọkě > rọcě.

#### Развой наei
Дифтонгът ei се развива винаги в i, напр.: *eiti > iti (идвам, вървя), *geima > *gima > zima, *veid- > vidъ.

#### Развой наouиau
Двугласните ou и au дават рефлекс u, напр.: *mousa > mucha, *sūnous > synu.

#### Развой наeu
Дифтонгът eu дава два рефлекса ’u и u, напр. *leud- > l’udьje, *kleu- > sluti, *pleu- > pluti. Тук закономерен рефлекс е ’u, а u най-вероятно е получен по аналогия от други форми.

### Възникване на носови гласни
Процесът на образуване на носови гласни (носовки в славянския контекст) е особен тип монофтонгизация. Носовките ọ и ę възникват обикновено от on, om, an, am и en, em, както и от сричкотворни n, m или от un, um, in, im в заети думи.
- on, om > ọ: *pontis > pọtь, *zomb- > zọbъ
- an, am > ọ: *gansis- > gọsь, както и в окончанията за винителен падеж единствено число при имената от a-основи: žena- > ženọ, или при окончанията за първо лице единствено число на глаголите: nesọ, dvignọ.
- en, em > ę: *pen(k)tis > pętь, както и при окончанията в именителен падеж единствено число на съществителните от среден род от -en- и -ent-основи: imę, telę. В праславянския диалект, от който се развиват южнославянските езици, ę е корелат на y (ы) при окончанията за именителен и винителен падеж множествено число на съществителните от jo-основи: kon’ę / raby, както и при окончанията за родителен падеж единствено число на съществителни от ja-основи: dušę / ženy.

### Ликвидна метатеза
В зависимост от това дали се намират в средата, или в началото на думата, съчетанията or, ol / ar, al и, er, el се променят по различен начин:
- в средата на думата или чрез метатеза (разместване), или чрез вмъкване на допълнителна гласна след плавната (ликвидна) съгласна,
- в началото на думата – чрез метатеза.

#### Развой наor,ol/ar,alиer,elв средата на думата
| Праславянски | Старобългарски | Чешки и словашки | Полски и лужишки | Източнославянски и руски |
| *korva       | крава          | kráva            | krowa            | корова                   |
| *golva       | глава          | hlava            | głowa / hłowa    | голова                   |
| *dervo       | дрѣво          | dřevo            | drzewo           | дерево                   |
| *melko       | млѣко          | mléko            | mleko            | молоко                   |

#### Развой наor,ol/ar,alиer,elв началото на думата
Съчетанията or, ol / ar, al и, er, el се променят в началото на думата обикновено чрез метатеза:
- er > re: *ertis > retь (състезание)
- el > le: *elbed- > lebedь (тук обаче се наблюдава двойственост: *albed- > lаbedь)
- al > la / lo: *alkъtь > lakъtь (в диалекта, от който произлизат южнославянските езици и словашки) / lokъtь (в диалекта, от който произлизат полски, руски, чешки)
- ar > ra / ro: *arb- > rabъ / robъ.

В старобългарския има засвидетелствани форми, при които промяната е извършена чрез вмъкване на гласна, напр. алъчьнъ, но и лачьнъ (гладен).

### Други промени

#### Развой на сричкотворните съгласни
Индоевропейските сричкотворни сонорни съгласни r, l, m и n в ранния праславянски имат рефлекси ir, ur, il, ul, im, um, in, un, а в по-късния: ьr, ъr, ьl, ъl, ьm, ъm, ьn, ъn. При отваряне на сричката, тяхната промяна протича по следния начин:
- ьm, ьn > ę: pamętь, językъ, desętъ и др. При глаголи от вида pęti, pьnọ възниква редуване ę: ьn.
- ъm, ъn > ọ: dọti, dъmọ (тук възниква редуване ọ: ъm).
- Промяната на ьr, ьl, ъr, ъl не е еднаква на цялата славянска територия:

| Старобългарски      | срьдьце | влъкъ | прьстъ | тръгъ |
| Български           | сърце   | вълк  | пръст  | търг  |
| Руски               | сердце  | волк  | перст  | торг  |
| Чешки               | srdce   | vlk   | prst   | trh   |
| Полски              | serce   | wilk  | pierst | targ  |
| Сръбски / хърватски | srce    | vuk   | prst   | trg   |

#### Отпадане на краесловните съгласни
Съгласните в края на думата (най-често шумовите s, t, d) отпадат в късния праславянски, напр.: *vilkos > vlъkъ. Има случаи и с отпадане на краесловно r, напр.: mater > mati. Носовите съгласни в края на думата отпадат или без компенсация, или под въздействието им се образуват носови гласни.
Съгласните в края на предлозите iz, bez, ot се запазват, поради това, че те образуват акцентни цялости със следващите думи.

#### Преместване на сричковата граница в думата
Отваряне на сричката вътре в думата се осъществява и чрез преместване на границата на сричката така, че звучността в нея да стане възходяща, а крайната съгласна се присъединява към следващата сричка (nes-ti > ne-sti), като в някои случаи или се слива със следващата съгласна (nes-som > ne-sъ), или се дисимилира (plet-ti > ple-sti). В други случаи тази съгласна изпада, защото в късния праславянски не са допустими съчетания от две преградни съгласни (tep-ti > teti), а също и от преградна и проходна съгласна (greb-som > grě-sъ).